# Luis Alejandro de Bassecourt y Dupire
Luis Alejandro de Bassecourt y Dupire (Château de Heuchin, Fontaine-lès-Boulans,  de Calais 1 de junio de 1769 – Zaragoza, 17 de enero de 1826) fue un militar español de origen francés, sobrino de Juan Procopio Bassecourt y Bryas y capitán general de Valencia. Fue caballero de la Orden de Montesa.

## Biografía
Nacido en Artois, en 1783 se incorporó a la guardia valona del ejército español, donde ascendió a alférez el mismo año y a teniente en 1788. Luchó en la Guerra Grande bajo las órdenes de Antonio Ricardos y participó en la Batalla de Mas Deu, en la Batalla de Truillás y en la Batalla de Le Boulou, así como en la conquista de Arle y la defensa de Figueras y Gerona. En 1796 acompañó a su tío a la Capitanía General de Cuba, donde entre el 29 de marzo de 1797 y el 23 de agosto de 1799 fue Teniente Gobernador Militar y Político de la Villa de Trinidad, 
En 1805 ascendió a capitán. Después del levantamiento del 2 de Mayo huyó de Madrid y marchó a Andalucía. Fue ascendido a mariscal de campo y en 1810 a comandante general de la provincia de Cuenca. Entre 1810 y 1811 fue capitán general de Valencia. Luchó en la guerra del francés en las batallas de Tudela, Tarancón y la batalla de Talavera de la Reina. En 1815 fue ascendido a teniente general y en 1817 fue galardonado con las Grandes Cruces de la Orden de San Hermenegildo y la Cruz Laureada de San Fernando
En 1820 fue nombrado comandante general de Salamanca, en 1824 gobernador militar de Barcelona, de 1824-1825 fue capitán general de Valencia, y después capitán general de Granada y de Aragón. Murió mientras detenteba este cargo.